# 토구스테무르 우스칼 칸
원 평황제 토구스테무르(元 平皇帝 脫古思帖木兒, ᠲᠥᠭᠥᠰᠲᠥᠮᠥᠷ
ᠤᠰᠠᠬᠠᠯ
ᠬᠠᠭᠠᠨ, Төгстөмөр усхал хаан, 1342년 혹은 1349년 3월 7일(음력 2월 1일) ~ 1388년 11월 1일(음력 10월 3일))는 북원의 제3대 황제(재위: 1378년 - 1388년)였다. 휘는 보르지긴 토구스 테무르(한국 한자: 孛兒只斤 脫古思 帖木兒 패아지근 탈고사 첩목아)였다. 천원제(天元帝), 평제(平帝), 애제(哀帝), 후주(后主)라고도 불린다. 몽골식 재위명은 우스칼 칸(몽골어: ᠤᠰᠠᠬᠠᠯ
ᠬᠠᠭᠠᠨ usaqal qaγan, 한국 한자: 兀思哈勒 可汗 올사합륵 가한, Усхал хаан, 兀思哈勒汗)이고, 원 순제 토곤 테무르의 아들이었다. 다른 칭호는 특고사특목이(特古斯特穆爾)이다. 원 소종의 동생으로, 본시 익왕(益王)으로 불렸다. 묘호는 '평종'(平宗) 또는 '익종'(益宗)이라고 하나, 그의 시호 '평황제'와 즉위 이전 작위인 '익왕'의 와전으로 추정된다.
1387년 명나라 장군 서달의 침략에 맞서 싸우다가, 1388년 장군 남옥의 군대에 패해 도주하던 중 이수데르와 오이라트 연합군의 매복에 사로잡혀 암살당했다. 그의 사후 몽골은 혼란에 빠지게 되었다. 그의 이름 토구스 테무르는 몽골어로 완벽한 철을 뜻한다. 명나라 실록에는 노주(虜主)로 지칭된다. 시호는 익성영효황제(益聖寧孝皇帝)이다.

## 생애

### 즉위 이전
평황제 토구스 테무르는 1342년 3월 7일에 태어났으며 1342년생 설과 1349년생 설이 있다. 혜종 토곤테무르의 넷째 아들로, 어머니는 바야우트씨이다. 소종 아유르시리다르 빌레그트 칸의 이복 동생이 된다. 《몽골원류》에는 1342년생이라 했고, 《황사》(黄史)에 의하면 1349년에 태어나, 30세에 대칸위에 올랐다고 하여 서로 출생 기록이 모순된다. 토구스테무르는 몽골어로 '토구스'는 '완벽하다', '테무르'는 '철'을 의미한다. 일설에는 그가 아유르시리다르 빌레그트 칸의 아들이라는 설이 있으나, 1338년생 혹은 1389년생인 아유르시리다르의 아들로 보기에는 나이 차이가 많지 않아 앞뒤가 맞지 않게 된다. 황사의 설을 취해 1349년생 설을 취한다 해도 그를 아유르시리다르 빌레그트 칸과는 10세 정도 차이가 난다. 혜종 토곤 테무르의 넷째 아들이나, 명나라의 왕세정에 의하면 그가 혜종 토곤 테무르의 차남이라 한다. 어머니는 바야우트씨인데, 친정 가계에 대해서는 알려진 것이 없다. 그의 이름은 중국의 문헌에는 탈고사첩목아(脫古思帖木兒)로 나타나며, 일부 중국 문헌에서는 특고사특목이(特古斯特穆爾)로도 나타난다.
토구스테무르의 초기 생애는 잘 알려져 있지 않다. 부황 원 혜종 시절에 익왕(益王)에 봉해졌다. 한때 그의 묘호가 익종으로 알려진 것은 익왕 칭호가 잘못 전해진 것으로 추정된다. 그가 익왕에 봉해진 기록은 명나라의 학자 왕세정(王世貞)이 《북로시말지》(北虜始末志)에 기록하여 알려졌다. 그의 청년기 행적 역시 기록에 전하지 않는다. 부황 혜종의 재위 기간 중, 여러번 정권을 찬탈하려던 형 아유르시리다르와 달리 그는 자신을 드러내지 않고 대외 활동을 자제했다.
형인 소종이 붕어하자 유조에 따라 1378년 5월, 조카들을 대신하여 제위에 즉위했다. 그러나 그가 즉위할 당시 소종의 아들이 행방을 알 수 없지만 시쿠투루와 마이다리팔라 등 두 명이 있어, 그의 즉위를 놓고 몽골의 부족장들은 한때 고민했다. 이 중 마이다리팔라는 명나라에 포로로 끌려가 행방불명이었다.

### 재위 기간

#### 재위 초반
그가 즉위하고 선황제 아유르시다르의 국상이 있자 명나라에서는 1378년 사절을 보냈다. 또한 포로로 잡혀간 형 소종의 아들 마이다리팔라를 풀어주었다. 그러나 마이다리팔라의 이후 행적은 미상이다. 이듬해 6월 연호를 '천원'으로 개정했다. 그해 말 소종 아유르시리다르의 아들 시쿠투루가 명나라에 투항했는데, 이유는 알려진 것이 없다. 토구스 테무르의 몽골식 존호 '우스칼'은 중세 몽골어로 '부드러운', '고요함'이라는 뜻이었다. 명나라 실록과 명나라 사서에서 그는 노주(虜主)로 통칭되는데, 이는 오랑캐의 군주라는 뜻으로, 이는 중국 사서에서 일부 거란의 군주들에게도 붙여졌다. 명사의 다른 기록에서는 그를 칭제자(稱帝者)라 하여 군주로 인정하지 않았다.
즉위 직후 그는 엽전 천원원보(天元元寶) 혹은 천광원보(天光元寶)를 주조, 발행하였다. 토구스 테무르 우스칼 칸은 카라코룸과 응창부 부근에 대량의 군대를 모았고, 화북 지역 수복을 계획했다. 승상 여아(驢兒), 만자(蠻子) 카라자크(哈剌章), 국공(國公) 타라카치(脫火赤), 평장 올제이부카(完者不花), 나라부카(乃兒不花), 추밀지원(樞密知院) 아지크(愛足) 등은 카라코룸과 응창부 주변에 군사를 모아 만리장성을 넘어 명나라 화북을 공격하였으나 명나라 군대에 패하여 퇴각했다.
우스칼 칸은 치세 동안 중원 회복을 노리며 계속 명나라를 북방에서 압박했는데 칭기즈 칸의 건국공신 잘라이르 무칼리의 후손이기도 했던 잘라이르부의 나하추(納哈出)는 소종 치세 이래로 북원에 협력했으며, 동몽골로 진출하기로 약속했다. 1380년 봄, 장군 서평후(西平侯) 무영(沐英)이 이끄는 명나라 군대는 이에 대한 대응으로 하란산(賀蘭山 현, 닝샤후이족 자치구)를 공략한 뒤 북원의 수도 카라코룸을 침공했으나 대패하고, 타라가치, 아지크 등 북원군 장군 3명이 명나라군에 포로로 잡혔다. 카라코룸은 명군에게 대량으로 약탈당했으나 잘라이르 무칼리의 자손 나하추 등의 도움으로 명나라군대를 물리쳤다.
1380년 11월, 장군 울제이부카(完者不花 Өлзийбух)와 나루부카(乃兒不花 Нарбух)에게 기병을 딸려 허베이 성에 파견, 광령보(廣令步)를 건너 허베이성 동부 루룬을 점령하고 명나라의 관리 류강을 살해했다. 그러나 북원의 군대는 허베이에서 이남으로 진출하지 못했다., 1381년 1월 명나라 장군 서달(徐達), 양화(湯和)군의 보복 공격을 받아 나루부카는 참패하고, 북원군은 큰 피해를 입었다.

#### 운남성, 서남 지역 상실
1381년 12월 명나라군대가 운남성을 공격, 1382년 1월 6일 운남성이 함락되고 운남을 진수하던 양왕(元梁) 바라바치르미가 자살했다. 1382년 2월 23일 명나라 장군 남옥(藍玉), 목영(沐英)이 대리성(大理城)을 공격, 원나라에서 대리성총관(大理城總管)을 세습하던 단세(段世)가 명나라군에 투항했다. 이로써 운남성, 사천성 일대를 명나라에 빼앗겼다.
1384년 명나라가 고려를 예속시키고, 원나라로부터 독립을 꾀하던 고려 역시 이를 받아들여 몽골과의 관계가 단절되었다. 1384년 10월 토구스테무르 우스칼 칸은 고려에 사신을 보내 지원을 요청했으나, 고려 조정은 응답하지 않았고, 북원의 사신을 화령부(和寧府)에서 되돌려보냈다. 그해 명나라는 20만 대군을 보내, 만주 지역과 북원 사이의 연결로를 차단했다.
그러나 1387년 나하추는 10만명의 병력을 이끌고 명나라에 항복하여 해서후(海西侯)에 봉해졌다. 나하추가 명나라로 투항하자, 중국 북부에 있던 20만명의 북원 군대 역시 명나라로 투항했다.

#### 명나라와의 전쟁에서의 패배
1387년 10월 북원의 좌익 역할을 든든히 해주고 있었던 나하추의 배신으로 북원은 상당한 곤경에 빠졌다. 나하추는 명나라 장군 남옥(蓝玉)에게 투항했고, 동북 지구는 명나라에 넘어갔다. 우스칼 칸은 직접 부이르 노르(호수)로 가서 고려 측에 사절을 파견, 도움을 요청했다. 우스칼 칸은 승상 카자크(咬住)에게 카라코룸의 유수를 명했다. 그러나 카자크는 이수데르에게 습격당해 카라코룸을 지키지 못했다.
1388년 우스칼 칸이 부이르 호수 근처에 체류중인 것이 명나라에 알려지자 남옥(藍玉)이 이끄는 명군이 다시 공격을 개시하여 그해 봄 대녕(大寧, 내몽골 자치구 츠펑 시 닝청현)을 넘어 내몽골로 진입했다. 우스칼 칸의 군대는 명군에 패배해 2,900명의 사람들과 15만 마리의 가축이 끌려갔다. 그해 5월 18일 후룬베이얼 부이르 노르에서 명군의 기습 공격에 대패하고 카라코룸까지 밀려났다. 이때 차남 지보로와 후궁 50여 명, 군사 3,000명, 남녀 70,000명, 말·낙타·소·양 10만 마리가 명군에게 끌려갔다. 우스칼 칸과 장남 천보로, 지원(知院) 네구타이, 승상 시레문 등 수십여 명만이 겨우 탈출했다. 이 전투에서 포로로 잡힌 차남 지보로는 태조 홍무제에게 끌려간 뒤 류큐(오키나와 제도)로 유배되었다. 우스칼 칸의 아내와 딸들 역시 명나라에 포로로 끌려갔다. 또한 독자적으로 책봉한 북원의 황족 오왕(吳王), 대왕(代王) 이름 불명의 황족들도 명나라로 끌려갔다.
1388년 부이르 누르 전투에서 패한 후, 장군 토린 테무르(脱因帖木儿) 등은 지원(知院) 톡타이(托台)의 배신으로 명나라 장군 남옥(蓝玉)에게 사로잡혀 끌려간 뒤 쑤저우(蓟州)에서 처형당했다.

### 암살과 최후
그해 11월 우스칼 칸은 카라코룸으로 쳐들어온 명나라 군을 피해 탈출하다가 툴 강 근처에 숨어있던 이수데르에게 시해당했다. 우스칼 칸은 카라코룸을 탈출해 서쪽 지역에 있던 그의 사령관 마르카스와 합류할 목적으로 가던 중, 폭설을 만났다. 폭설은 3일간 내렸다. 이때를 틈타 오이라트와 손잡은 이수데르의 기습 공격을 받고, 이수데르에게 아들 천보로와 함께 시해당했다. 일설에는 우스칼 칸이 독살되었다고도 한다. 일설에는 이수데르가 파견한 대왕 카라쿠타슨(火兒忽答孫)이 궁현으로 우스칼 칸과 태자를 목졸라 죽였다 한다. 일설에는 카라쿠하슨(火兒忽答孫)과 왕부관(王府官) 파라(孛羅)에게 사로잡힌 뒤 목졸려 죽었다고도 한다. 명실록의 다른 기사에 의하면 그는 북쪽으로 가다가 영북(嶺北)에서 화를 당했다고 한다.
그의 사망 시점은 이견이 있는데, 명실록의 태조실록에는 1388년 10월 6일로, 명사기사본말(明史紀事本末)에는 1388년 7월로 전한다. 토구스테무르 군사를 지원하려던 추밀원지원 네케레이(捏怯来)는 16기의 군사를 데리고 도주했다.
이수데르는 몽골의 대칸으로 즉위한 뒤 더 이상 원나라의 황제를 칭하지 않고, 다만 몽골의 대칸이라고만 했다. 우스칼 칸이 죽으면서 북원 군대는 혼란에 빠졌고, 카라코룸은 파괴되었다. 70,000명의 병사가 몰살당하고 다수의 백성과 가축이 명나라 군에게 끌려갔다. 11월 1일 토구스테무르의 군대와 합류하려던 승상 카자크, 태위 마라크(馬兒哈)의 군대는 폭설로 길이 막혀 합류하지 못했고, 카자크 등은 그대로 군사를 이끌고 명나라로 투항했다.

### 사후
시신의 행방은 알려진 것이 없다. 청나라 때에 그의 존호 우스칼은 우사갈 칸(ᠤᠰᠠᠬᠠᠯ ᠬᠠᠭᠠᠨ 烏薩哈爾汗)으로 음역되었다가 청 멸망 후 다시 우스칼 칸(兀思哈勒可汗)으로 번역되었다. 1388년 11월 4일 토구스테무르 칸의 암살 소식을 들은 국공 노철, 승상 시레문(失烈门)은 우승 카라타이, 추밀원지원(知院) 네케레이(捏怯來 혹은 聶怯來), 상서 타구타이 등은 3천 명을 이끌고 명나라로 투항했다.우스칼 칸을 따라 도망치던 북원의 일부 장군과 백성들은 명나라로 투항했고, 1389년 명 태조는 이들을 전녕위와 중국 화북 지역에 거주하게 했다. 우스칼 칸의 사후 황금씨족은 패권을 잃었고, 이수데르 조리그투 칸이 몽골의 대칸이 되었지만 사실상 무정부 상태에 빠지게 되었다. 몽골의 상당수 부족들은 황금씨족의 종주권 인정을 거부하고 각자의 지역에서 자립했다. 후대에 추서된 시호는 익성영효황제(益聖寧孝皇帝)이다.
명나라로 투항한 네케레이와 시레문 사이에 갈등이 발생, 시레문이 네케레이를 살해하자 네케레이의 추종자들은 우량카이 3위 중 타안위(朶顔衛)로 도주하자, 명 태조 주원장은 타안위에 조서를 써서 사자를 보내자, 몽골인들은 다시 명나라로 투항하여 건너갔다.
무종 카이산 칸 이후 차가타이 한국, 킵차크 한국, 일 한국은 각자 독자적으로 자립했지만, 원나라를 카안 울루스 또는 대몽골울루스라 부르며 형식적으로 종주권을 인정했다. 일설에는 1366년 원나라의 응창부 후퇴를, 일설에는 우스칼 칸의 죽음을 계기로 원나라 혹은 몽골 제국은 붕괴된 것으로 보는 시각이 있다.
명나라 장군 남옥(藍玉)에게 끌려간 우스칼 칸의 후비 중 한 명이 남옥과 사통한다는 의혹을 받자 자결했고, 지보로는 이를 원망하다가 주원장의 분노를 사 류큐로 유배되어 이후 행적을 알 수 없다.
토구스테무르 우스칼 칸을 시해한 이수데르는 가계가 불분명하여, 일설에는 세조 쿠빌라이 칸의 동생 아리크 부케의 5세손이었으며, 우스칼 칸의 형인 소종의 사위로 알려져 있으나, 계보 소실로 인해 명확하지 않다. 일설에는 이수데르가 토구스테무르 우스칼 칸의 아들이라는 설이 있다. 한편 《신원사》에 의하면 조리그투 칸, 엥크 칸, 엘베그 칸 모두 우스칼 칸의 아들이라고 한다. 1400년부터는 오이라트 부족의 세력이 강해졌으며, 다얀 칸 즉위 이전까지 혼란이 계속 지속되었다.
1389년 차가타이 칸의 후손인 우나시리가 신장 위구르 자치구 동부 하미 일대에서 세력을 형성하여 카라델 칸국을 세우고 북원에서 분리되었다. 카라델 칸국은 명나라에 조공을 바치고 북원의 영향에서 벗어났다. 우스칼 칸 토구스테무르는 하밀에 잔존하던 츄베이의 후손 울루스의 후원자이기도 했다. 또한 오이라트부와 동몽골의 부족들 역시 북원의 종주권을 거부하고 자립해 독자적인 세력을 형성했다.

## 가족 관계
천보로와 지보로 외에도 2명의 자녀가 더 있었다고 하나, 아들, 딸의 여부는 불분명하다. 하라크친 역시 그의 아들이라는 설이 있다.
- 아버지 : 원 순제(元順帝)
- 어머니 : 미상
- 황후 : 미상
  - 장남 : 황태자 천보노(天保奴)
  - 차남 : 지보노(地保奴) 황자

## 기년
| 천원제      | 원년                           | 2년        | 3년        | 4년        | 5년        | 6년        | 7년        | 8년        | 9년        | 10년       |
| ----------- | ------------------------------ | ---------- | ---------- | ---------- | ---------- | ---------- | ---------- | ---------- | ---------- | ---------- |
| 서력 (西曆) | 1379년                         | 1380년     | 1381년     | 1382년     | 1383년     | 1384년     | 1385년     | 1386년     | 1387년     | 1388년     |
| 간지 (干支) | 기미(己未)                     | 경신(庚申) | 신유(辛酉) | 임술(壬戌) | 계해(癸亥) | 갑자(甲子) | 을축(乙丑) | 병인(丙寅) | 정묘(丁卯) | 무진(戊辰) |
| 연호 (年號) | 선광(宣光) 9년 천원(天元) 원년 | 2년        | 3년        | 4년        | 5년        | 6년        | 7년        | 8년        | 9년        | 10년       |